# Bugaj (powiat Wadowicki)
Bugaj is een dorp in de Poolse woiwodschap Klein-Polen. De plaats maakt deel uit van de gemeente Kalwaria Zebrzydowska.